# Ribston

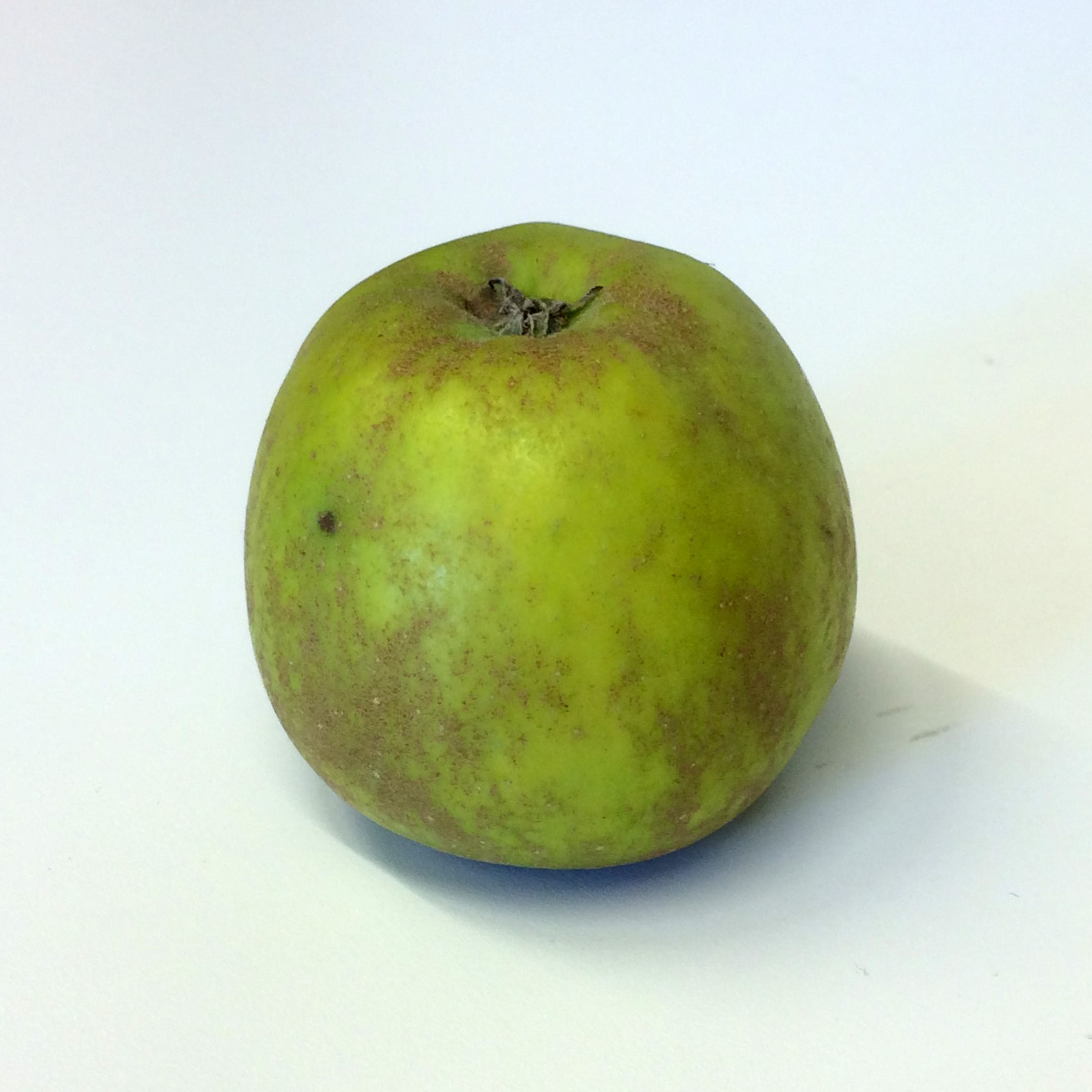
Ett äpple av sorten Ribston, fotograferat i samband med Nordiska museets äppelfestival i september 2014.

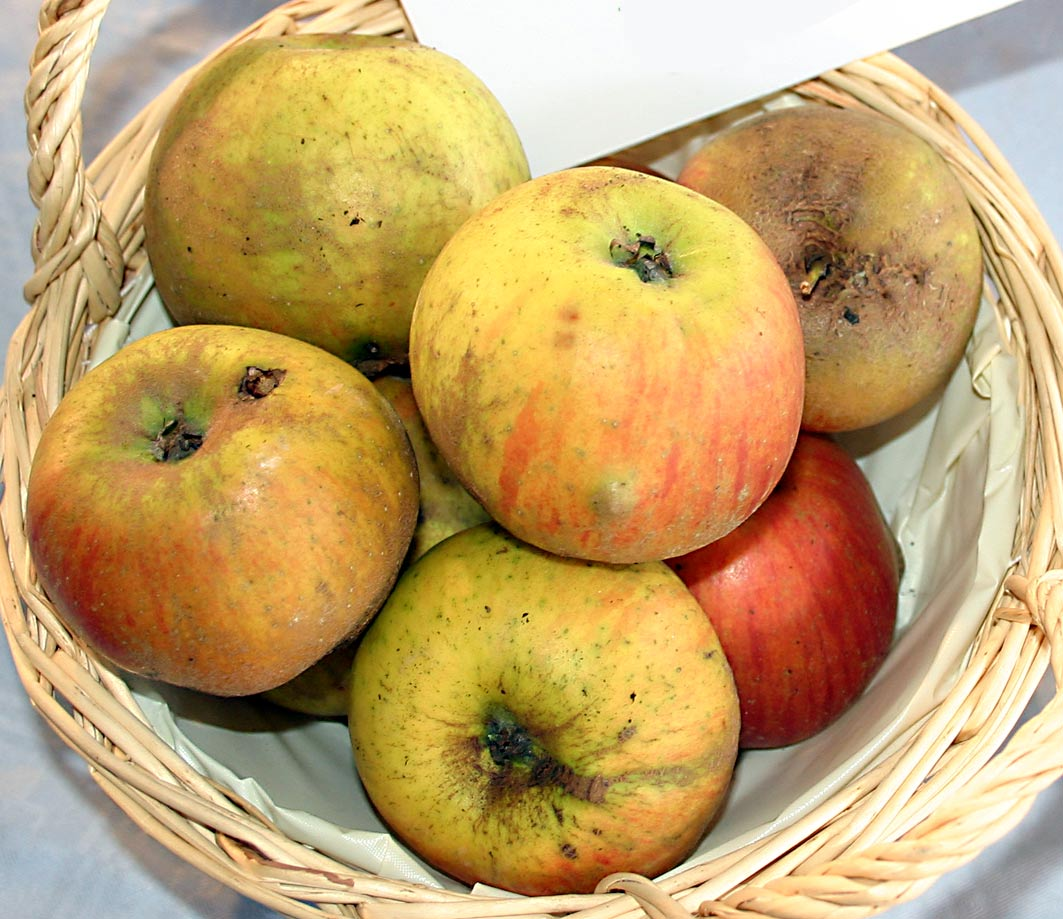
Ribston är en äppelsort med mycket C-vitamin, 15-22 mg C-vitamin per 100 g.

Ribston (litografi av målning av Henriette Sjöberg (1842–1915)).

Ribston är en äpplesort inom gruppen guldrenetter. Det är ett medelstort runt äpple med något tillplattad undersida. Skalet är ganska tjockt, ofta överdraget med rost. På solsidan förekommer ofta brunröd rodnad med svaga strimmor. Fruktköttet är gulvitt, fast och saftigt med mild, söt smak.
Ribston är en svenskodlad sort, som inte importeras. I slutet av 1600-talet lär den ha dragits upp ur kärnor i Yorkshire och kom i mitten av 1800-talet till Sverige. Ribston är en sen sort och bästa användningstid är december-mars. Ribston är triploid med S-generna S1S9S21. Härstammar från muskatrenett. I Sverige odlas Ribston gynnsammast i zon I–IV.
Äpplets träd är långsam på att börja bära frukt, de rätta pollinatörerna ökar fruktsamheten. Äpplet pollineras av, bland andra, Lord Lambourne, Adamsparmän, James Grieve samt Egremont Russet.
C-vitamin 12mg/100 gram. Syra 0,9%. Socker 12,6%.  C-vitamin 30,6mg/100g. C-vitaminhalten i äpple varierar mycket beroende på klimat och jordmån, därför förekommer varierande uppgifter.
Äpplemust från Ribston har mer äpplesmak och smakintensitet än exempelvis must från Ingrid Marie och Aroma.

## I litteratur
Äpplet är med i en vers av Hilaire Belloc, kallad The Falshe Heart: 
| ”                | said to Heart, "How goes it?" Heart replied: "Right as a Ribstone Pippin!" But it lied. | „ |
| – Hilaire Belloc |                                                                                         |   |

Ribstone Pippin är det engelska namnet på Ribston.